# Danh sách tiểu hành tinh: 23701–23800
| Tên                | Tên đầu tiên | Ngày phát hiện       | Nơi phát hiện | Người phát hiện                                  |
| ------------------ | ------------ | -------------------- | ------------- | ------------------------------------------------ |
| 23701              | 1997 PC1     | 3 tháng 8 năm 1997   | Xinglong      | Chương trình tiểu hành tinh Bắc Kinh Schmidt CCD |
| 23702 -            | 1997 QE1     | 28 tháng 8 năm 1997  | Cloudcroft    | W. Offutt                                        |
| 23703 -            | 1997 RJ1     | 3 tháng 9 năm 1997   | Oohira        | T. Urata                                         |
| 23704              | 1997 SD10    | 23 tháng 9 năm 1997  | Xinglong      | Chương trình tiểu hành tinh Bắc Kinh Schmidt CCD |
| 23705 -            | 1997 SQ14    | 28 tháng 9 năm 1997  | Kitt Peak     | Spacewatch                                       |
| 23706 -            | 1997 SY32    | 29 tháng 9 năm 1997  | Kitt Peak     | Spacewatch                                       |
| 23707 -            | 1997 TZ7     | 4 tháng 10 năm 1997  | Chinle        | J. Bruton                                        |
| 23708              | 1997 TR18    | 5 tháng 10 năm 1997  | Xinglong      | Chương trình tiểu hành tinh Bắc Kinh Schmidt CCD |
| 23709 -            | 1997 TA28    | 1 tháng 10 năm 1997  | La Silla      | Uppsala-DLR Trojan Survey                        |
| 23710 -            | 1997 UJ      | 20 tháng 10 năm 1997 | Ondřejov      | L. Šarounová                                     |
| 23711 -            | 1997 UT2     | 25 tháng 10 năm 1997 | Oohira        | T. Urata                                         |
| 23712 Willpatrick  | 1998 AA      | 1 tháng 1 năm 1998   | Needville     | Needville                                        |
| 23713 -            | 1998 EQ2     | 2 tháng 3 năm 1998   | Caussols      | ODAS                                             |
| 23714 -            | 1998 EC3     | 1 tháng 3 năm 1998   | Oizumi        | T. Kobayashi                                     |
| 23715 -            | 1998 FK2     | 20 tháng 3 năm 1998  | Socorro       | LINEAR                                           |
| 23716 -            | 1998 FA107   | 31 tháng 3 năm 1998  | Socorro       | LINEAR                                           |
| 23717 Kaddoura     | 1998 FW118   | 31 tháng 3 năm 1998  | Socorro       | LINEAR                                           |
| 23718 Horgos       | 1998 GO10    | 2 tháng 4 năm 1998   | Piszkéstető   | K. Sárneczky, L. Kiss                            |
| 23719 -            | 1998 HG23    | 20 tháng 4 năm 1998  | Socorro       | LINEAR                                           |
| 23720 -            | 1998 HG26    | 20 tháng 4 năm 1998  | Kitt Peak     | Spacewatch                                       |
| 23721 -            | 1998 HQ27    | 22 tháng 4 năm 1998  | Kitt Peak     | Spacewatch                                       |
| 23722 Gulak        | 1998 HD32    | 20 tháng 4 năm 1998  | Socorro       | LINEAR                                           |
| 23723 -            | 1998 HG40    | 20 tháng 4 năm 1998  | Socorro       | LINEAR                                           |
| 23724 -            | 1998 HW41    | 24 tháng 4 năm 1998  | Kitt Peak     | Spacewatch                                       |
| 23725 -            | 1998 HH43    | 23 tháng 4 năm 1998  | Haleakala     | NEAT                                             |
| 23726 -            | 1998 HG48    | 20 tháng 4 năm 1998  | Socorro       | LINEAR                                           |
| 23727 Akihasan     | 1998 HO52    | 30 tháng 4 năm 1998  | Nanyo         | T. Okuni                                         |
| 23728 Jasonmorrow  | 1998 HV63    | 21 tháng 4 năm 1998  | Socorro       | LINEAR                                           |
| 23729 Kemeisha     | 1998 HH80    | 21 tháng 4 năm 1998  | Socorro       | LINEAR                                           |
| 23730 Suncar       | 1998 HX89    | 21 tháng 4 năm 1998  | Socorro       | LINEAR                                           |
| 23731 -            | 1998 HA93    | 21 tháng 4 năm 1998  | Socorro       | LINEAR                                           |
| 23732 Choiseungjae | 1998 HV95    | 21 tháng 4 năm 1998  | Socorro       | LINEAR                                           |
| 23733 Hyojiyun     | 1998 HE123   | 23 tháng 4 năm 1998  | Socorro       | LINEAR                                           |
| 23734 Kimgyehyun   | 1998 HK124   | 23 tháng 4 năm 1998  | Socorro       | LINEAR                                           |
| 23735 Cohen        | 1998 HM134   | 19 tháng 4 năm 1998  | Socorro       | LINEAR                                           |
| 23736 -            | 1998 HO148   | 25 tháng 4 năm 1998  | La Silla      | E. W. Elst                                       |
| 23737 -            | 1998 HW150   | 21 tháng 4 năm 1998  | Kitt Peak     | Spacewatch                                       |
| 23738 -            | 1998 JZ1     | 1 tháng 5 năm 1998   | Haleakala     | NEAT                                             |
| 23739 Kevin        | 1998 KS1     | 18 tháng 5 năm 1998  | Anderson Mesa | LONEOS                                           |
| 23740 -            | 1998 KP3     | 25 tháng 5 năm 1998  | Woomera       | F. B. Zoltowski                                  |
| 23741 -            | 1998 KB4     | 22 tháng 5 năm 1998  | Anderson Mesa | LONEOS                                           |
| 23742 -            | 1998 KW4     | 22 tháng 5 năm 1998  | Anderson Mesa | LONEOS                                           |
| 23743 -            | 1998 KT6     | 22 tháng 5 năm 1998  | Anderson Mesa | LONEOS                                           |
| 23744 -            | 1998 KX6     | 22 tháng 5 năm 1998  | Anderson Mesa | LONEOS                                           |
| 23745 Liadawley    | 1998 KZ15    | 22 tháng 5 năm 1998  | Socorro       | LINEAR                                           |
| 23746 -            | 1998 KQ19    | 22 tháng 5 năm 1998  | Socorro       | LINEAR                                           |
| 23747 Rahaelgupta  | 1998 KW25    | 22 tháng 5 năm 1998  | Socorro       | LINEAR                                           |
| 23748 Kaarethode   | 1998 KF28    | 22 tháng 5 năm 1998  | Socorro       | LINEAR                                           |
| 23749 Thygesen     | 1998 KL30    | 22 tháng 5 năm 1998  | Socorro       | LINEAR                                           |
| 23750 Stepciechan  | 1998 KQ35    | 22 tháng 5 năm 1998  | Socorro       | LINEAR                                           |
| 23751 Davidprice   | 1998 KL37    | 22 tháng 5 năm 1998  | Socorro       | LINEAR                                           |
| 23752 Jacobshapiro | 1998 KB41    | 22 tháng 5 năm 1998  | Socorro       | LINEAR                                           |
| 23753 Busdicker    | 1998 KP41    | 22 tháng 5 năm 1998  | Socorro       | LINEAR                                           |
| 23754 Rachnareddy  | 1998 KV46    | 22 tháng 5 năm 1998  | Socorro       | LINEAR                                           |
| 23755 Sergiolozano | 1998 KY46    | 22 tháng 5 năm 1998  | Socorro       | LINEAR                                           |
| 23756 Daniellozano | 1998 KE47    | 22 tháng 5 năm 1998  | Socorro       | LINEAR                                           |
| 23757 Jonmunoz     | 1998 KL48    | 22 tháng 5 năm 1998  | Socorro       | LINEAR                                           |
| 23758 Guyuzhou     | 1998 KG51    | 23 tháng 5 năm 1998  | Socorro       | LINEAR                                           |
| 23759 Wangzhaoxin  | 1998 KS56    | 22 tháng 5 năm 1998  | Socorro       | LINEAR                                           |
| 23760 -            | 1998 KM61    | 23 tháng 5 năm 1998  | Socorro       | LINEAR                                           |
| 23761 Yangliqing   | 1998 KJ63    | 22 tháng 5 năm 1998  | Socorro       | LINEAR                                           |
| 23762 -            | 1998 KF64    | 22 tháng 5 năm 1998  | Socorro       | LINEAR                                           |
| 23763 -            | 1998 MP7     | 24 tháng 6 năm 1998  | Lime Creek    | R. Linderholm                                    |
| 23764 -            | 1998 MR15    | 21 tháng 6 năm 1998  | Kitt Peak     | Spacewatch                                       |
| 23765 -            | 1998 MN16    | 27 tháng 6 năm 1998  | Kitt Peak     | Spacewatch                                       |
| 23766 -            | 1998 MZ23    | 25 tháng 6 năm 1998  | Kitt Peak     | Spacewatch                                       |
| 23767 -            | 1998 MG31    | 24 tháng 6 năm 1998  | Socorro       | LINEAR                                           |
| 23768 Abu-Rmaileh  | 1998 MT32    | 24 tháng 6 năm 1998  | Socorro       | LINEAR                                           |
| 23769 Russellbabb  | 1998 MP33    | 24 tháng 6 năm 1998  | Socorro       | LINEAR                                           |
| 23770 -            | 1998 MQ35    | 24 tháng 6 năm 1998  | Socorro       | LINEAR                                           |
| 23771 Emaitchar    | 1998 MR37    | 24 tháng 6 năm 1998  | Anderson Mesa | LONEOS                                           |
| 23772 -            | 1998 MU37    | 24 tháng 6 năm 1998  | Anderson Mesa | LONEOS                                           |
| 23773 -            | 1998 MV37    | 24 tháng 6 năm 1998  | Anderson Mesa | LONEOS                                           |
| 23774 Herbelliott  | 1998 MZ41    | 26 tháng 6 năm 1998  | Reedy Creek   | J. Broughton                                     |
| 23775 -            | 1998 PE      | 2 tháng 8 năm 1998   | Anderson Mesa | LONEOS                                           |
| 23776 Gosset       | 1998 QE      | 17 tháng 8 năm 1998  | Prescott      | P. G. Comba                                      |
| 23777 Goursat      | 1998 QT5     | 23 tháng 8 năm 1998  | Prescott      | P. G. Comba                                      |
| 23778 -            | 1998 QO7     | 17 tháng 8 năm 1998  | Socorro       | LINEAR                                           |
| 23779 Cambier      | 1998 QL10    | 17 tháng 8 năm 1998  | Socorro       | LINEAR                                           |
| 23780 -            | 1998 QT10    | 17 tháng 8 năm 1998  | Socorro       | LINEAR                                           |
| 23781 -            | 1998 QT11    | 17 tháng 8 năm 1998  | Socorro       | LINEAR                                           |
| 23782 -            | 1998 QE12    | 17 tháng 8 năm 1998  | Socorro       | LINEAR                                           |
| 23783 Alyssachan   | 1998 QG12    | 17 tháng 8 năm 1998  | Socorro       | LINEAR                                           |
| 23784 -            | 1998 QW15    | 22 tháng 8 năm 1998  | Bédoin        | P. Antonini                                      |
| 23785 -            | 1998 QJ16    | 17 tháng 8 năm 1998  | Socorro       | LINEAR                                           |
| 23786 -            | 1998 QK16    | 17 tháng 8 năm 1998  | Socorro       | LINEAR                                           |
| 23787 -            | 1998 QC17    | 17 tháng 8 năm 1998  | Socorro       | LINEAR                                           |
| 23788 Cofer        | 1998 QT18    | 17 tháng 8 năm 1998  | Socorro       | LINEAR                                           |
| 23789 -            | 1998 QW18    | 17 tháng 8 năm 1998  | Socorro       | LINEAR                                           |
| 23790 -            | 1998 QK19    | 17 tháng 8 năm 1998  | Socorro       | LINEAR                                           |
| 23791 Kaysonconlin | 1998 QX21    | 17 tháng 8 năm 1998  | Socorro       | LINEAR                                           |
| 23792 Alyssacook   | 1998 QU24    | 17 tháng 8 năm 1998  | Socorro       | LINEAR                                           |
| 23793 -            | 1998 QK26    | 23 tháng 8 năm 1998  | Woomera       | F. B. Zoltowski                                  |
| 23794              | 1998 QG29    | 22 tháng 8 năm 1998  | Xinglong      | Chương trình tiểu hành tinh Bắc Kinh Schmidt CCD |
| 23795 -            | 1998 QW32    | 17 tháng 8 năm 1998  | Socorro       | LINEAR                                           |
| 23796 -            | 1998 QK34    | 17 tháng 8 năm 1998  | Socorro       | LINEAR                                           |
| 23797 -            | 1998 QR36    | 17 tháng 8 năm 1998  | Socorro       | LINEAR                                           |
| 23798 Samagonzalez | 1998 QL37    | 17 tháng 8 năm 1998  | Socorro       | LINEAR                                           |
| 23799 -            | 1998 QZ37    | 17 tháng 8 năm 1998  | Socorro       | LINEAR                                           |
| 23800 -            | 1998 QD38    | 17 tháng 8 năm 1998  | Socorro       | LINEAR                                           |